# Hamcearca
Hamcearca là một xã thuộc hạt Tulcea, România. Dân số thời điểm năm 2002 là 1648 người.